# Charles de Schleswig-Holstein-Sonderbourg-Glücksbourg
Charles de Schleswig-Holstein-Sonderbourg-Glücksbourg, (né le 30 septembre 1813 à Gottorp dans le Schleswig, Duché de Schleswig, – mort le 24 octobre 1878 à Louisenlund, Glücksbourg, dans la province de Schleswig-Holstein, Prusse,) est, de 1831 à 1878, le second duc de Schleswig-Holstein-Sonderbourg-Glücksbourg.

## Biographie
Charles est le fils ainé de Frédéric Guillaume de Schleswig-Holstein-Sonderbourg-Glücksbourg et de son épouse la princesse Louise-Caroline de Hesse-Cassel,. Il est également un frère aîné du roi Christian IX de Danemark (1818-1906), ce qui l’apparente à la plupart des dynasties européennes de son époque (Russie, Royaume-Uni, Grèce, Hanovre, etc.),. Charles accède au trône Schleswig-Holstein-Sonderbourg-Glücksbourg après la mort de son père le 27 février 1831.
Charles épouse le 19 mai 1838 la princesse Wilhelmine Marie de Danemark, fille du roi Frédéric VI de Danemark et de son épouse Marie-Sophie de Hesse-Cassel, au château d'Amalienborg à Copenhague,. Wilhelmine Marie avait été la première épouse en 1828 du prince Frédéric de Danemark, plus tard roi sous le nom de Frédéric VII de Danemark dont elle était divorcée depuis 1837. Charles meurt le 24 octobre 1878, à l'âge de 65 ans à Louisenlund,. Charles et Wilhelmine Marie (qui lui survit jusqu'en 1891) meurent sans héritier,. Beaucoup estime que le couple souffrait d'infertilité car il n'y a aucune trace de fausse couche de l'épouse ou d'enfant mort à la naissance.